# Seria Misiune: Imposibilă
Seria Misiune: Imposibilă este o serie de filme de acțiune bazată pe serialul de televiziune din 1966 cu același nume. În filme apare Tom Cruise în rolul lui Ethan Hunt, un agent I.M.F. Seria se află pe locul 17 în lista seriilor de filme artistice cu cele mai mari încăsări având peste 4 miliarde $ încasări în toată lumea.

## Lista de filme

### Misiune: Imposibilă(1996)
În acest film cu acțiunea în anul 1996, Ethan Hunt pe lângă faptul că este acuzat de asasinarea unor colegi agenți ai IMF în timpul unei misiuni eșuate la Ambasada din Praga, mai este, de asemenea, acuzat pe nedrept că a vândut secrete de stat unui misterios criminal internațional cunoscut doar ca „Max”.

### Misiune: Imposibilă II(2000)
În acest film cu acțiunea în anul 2000, Ethan Hunt îl trimite pe Nyah Nordoff-Hall sub acoperire pentru a opri un fost agent IMF care a furat un virus mortal și dorește să vândă un antidot celui care oferă mai mult.

### Misiune: Imposibilă III(2006)
În acest film cu acțiunea în anul 2006, Ethan Hunt care a fost retras de la conducerea unei echipe de agenți IFM și se află la un pas de a se căsători, adună o echipă pentru a face față lui Owen Davian care intenționează să vândă un obiect misterios și periculos cunoscut sub numele de "piciorul iepurelui"

### Misiune: Imposibilă - "Protocolul fantomă"(2011)
În acest film cu acțiunea în anul 2011, Ethan Hunt precum și o întreagă echipă IFM este acuzată de aruncarea Kremlinului în aer. Ethan și alte trei persoane trebuie să-l oprească pe Kurt Hendricks, un om care dorește să pornească un război nuclear la nivel mondial.

### Misiune: Imposibilă - Rogue Nation "Natiunea Secreta"(2015)
În acest film cu acțiunea în anul 2015 , odată cu dezmembrarea unității IMF și cu Ethan (Tom Cruise) rămas fără sprijin oficial, echipa se confruntă acum cu o rețea de agenți extrem de bine pregătiți numită Sindicatul. Acești agenți operativi sunt deciși să creeze o nouă ordine mondială printr-o serie de atacuri teroriste din ce în ce mai agresive. Ethan își adună echipa și își unește forțele cu Ilsa Faust (Rebecca Ferguson), agent britanic renegat, care e posibil să fie membră a Națiunii Secrete, sau poate nu... Așa începe cea mai imposibilă misiune de până acum a lui Ethan Hunt.

### Misiune: Imposibilă - "Declinul"(2018)
În acest film cu actiunea în 2018, Ethan Hunt (Tom Cruise) și echipa sa (Alec Baldwin, Simon Pegg, Ving Rhames), alături de câțiva aliați familiari (Rebecca Ferguson, Michelle Monaghan) sunt într-o cursă contracronometru după ce o misiune a dat greș. Alături de aceștia îi vom mai vedea pe Henry Cavill, Angela Bassett și Vanessa Kirby. Regizorul Christopher McQuarrie se întoarce la cârma acestui nou capitol din franciză.

### Misiune: Imposibilă - "Răfuială mortală"(2023)
Al șaptelea film din serie, apărut în 2023, este continuarea precedentului. Ethan Hunt și echipa sa luptă cu „Entitatea”, inteligență artificială puternică și necinstită.

### Misiune: Imposibilă - "Răfuială finală"(2025)
Al optulea și ultimul film din serie, apărut în 2025, este continuarea precedentului. Ethan Hunt și echipa sa încheie lupta cu „Entitatea”, inteligență artificială puternică și necinstită.

## Actori principali
| Personaj          | Film                | Film                   | Film                    | Film                                     | Film                                  | Film                          | Film                                                | Film                                  |
| Personaj          | Misiune: Imposibilă | Misiune: Imposibilă II | Misiune: Imposibilă III | Misiune: Imposibilă - Protocolul fantomă | Misiune: Imposibilă. Națiunea secretă | Misiune: Imposibilă. Declinul | Misiune: Imposibilă - Răfuială mortală partea întâi | Misiune: Imposibilă - Răfuială finală |
| ----------------- | ------------------- | ---------------------- | ----------------------- | ---------------------------------------- | ------------------------------------- | ----------------------------- | --------------------------------------------------- | ------------------------------------- |
| Ethan Hunt        | Tom Cruise          | Tom Cruise             | Tom Cruise              | Tom Cruise                               | Tom Cruise                            | Tom Cruise                    | Tom Cruise                                          | Tom Cruise                            |
| Luther Stickell   | Ving Rhames         | Ving Rhames            | Ving Rhames             | Ving Rhames                              | Ving Rhames                           | Ving Rhames                   | Ving Rhames                                         | Ving Rhames                           |
| Benji Dunn        |                     |                        | Simon Pegg              | Simon Pegg                               | Simon Pegg                            | Simon Pegg                    | Simon Pegg                                          | Simon Pegg                            |
| Julia Meade       |                     |                        | Michelle Monaghan       | Michelle Monaghan                        |                                       | Michelle Monaghan             |                                                     |                                       |
| Eugene Kittridge  | Henry Czerny        |                        |                         |                                          |                                       |                               | Henry Czerny                                        | Henry Czerny                          |
| William Brandt    |                     |                        |                         | Jeremy Renner                            | Jeremy Renner                         |                               |                                                     |                                       |
| Ilsa Faust        |                     |                        |                         |                                          | Rebecca Ferguson                      | Rebecca Ferguson              | Rebecca Ferguson                                    |                                       |
| Solomon Lane      |                     |                        |                         |                                          | Sean Harris                           | Sean Harris                   |                                                     |                                       |
| Alan Hunley       |                     |                        |                         |                                          | Alec Baldwin                          | Alec Baldwin                  |                                                     |                                       |
| Alanna Mitsopolis |                     |                        |                         |                                          |                                       | Vanessa Kirby                 | Vanessa Kirby                                       | Vanessa Kirby                         |
| Erika Sloane      |                     |                        |                         |                                          |                                       | Angela Bassett                | Angela Bassett                                      | Angela Bassett                        |

## Echipa principală de producție
| Rol                 | Film                                               | Film                                       | Film                                    | Film                                 |
| Rol                 | Mission: Impossible                                | Mission: Impossible II                     | Mission: Impossible III                 | Mission: Impossible – Ghost Protocol |
| ------------------- | -------------------------------------------------- | ------------------------------------------ | --------------------------------------- | ------------------------------------ |
| Regizor             | Brian De Palma                                     | John Woo                                   | J. J. Abrams                            | Brad Bird                            |
| Producători         | Tom Cruise Paul Hitchcock Elias Badra Paula Wagner | Tom Cruise Paula Wagner Michael Doven      | Tom Cruise Paula Wagner                 | Tom Cruise J. J. Abrams Bryan Burk   |
| Scenariști          | David Koepp Robert Towne Steven Zaillian           | Robert Towne Ronald D. Moore Brannon Braga | Alex Kurtzman Roberto Orci J. J. Abrams | André Nemec Josh Appelbaum           |
| Muzica              | Danny Elfman Lalo Schifrin                         | Hans Zimmer Klaus Badelt Lalo Schifrin     | Michael Giacchino Lalo Schifrin         | Michael Giacchino Lalo Schifrin      |
| Director de imagine | Stephen H. Burum                                   | Jeffrey L. Kimball                         | Dan Mindel                              | Robert Elswit                        |

## Recepție

### Performanțele la Box office
| Film | Premiera                                        | Venituri Box office | Venituri Box office | Venituri Box office | Poziție Box office | Poziție Box office | Buget        | Referințe |
| Film | Premiera                                        | Statele Unite       | Restul lumii        | Toată lumea         | All time domestic  | All time worldwide | Buget        | Referințe |
| --- | ----------------------------------------------- | ------------------- | ------------------- | ------------------- | ------------------ | ------------------ | ------------ | --------- |
| Misiune: Imposibilă | mai 22, 1996                                    | $180.981.856        | $276.714.503        | $457.696.359        | #147 #146(A)       | #115               | $80.000.000  | [ 1 ]     |
| Misiune: Imposibilă II | mai 24, 2000                                    | $215.409.889        | $330.978.216        | $546.388.105        | #100 #154(A)       | #78                | $125.000.000 | [ 2 ]     |
| Misiune: Imposibilă III | mai 5, 2006                                     | $134.029.801        | $263.820.211        | $397.850.012        | #284               | #149               | $150.000.000 | [ 3 ]     |
| Misiune: Imposibilă - Protocolul fantomă                                                                                      | decembrie 16, 2011 (limitat) decembrie 21, 2011 | $209.239.679        | $482.700.000        | $691.939.679        | #108               | #48                | $145.000.000 | [ 4 ]     |
| Total | Total                                           | $739.661.225        | $1.354.212.930      | $2.093.874.155      | N/A                | N/A                | $500.000.000 | N/A       |
| Listă indicator(i) - (A) indică totalurile ajustate pe baza prețurilor biletelor curente (calculat de către Box Office Mojo). |                                                 |                     |                     |                     |                    |                    |              |           |

### Reacția criticii
| Titlu                                    | Rotten Tomatoes  | Rotten Tomatoes Cream of the Crop | Metacritic     | Yahoo! Movies |
| ---------------------------------------- | ---------------- | --------------------------------- | -------------- | ------------- |
| Misiune: Imposibilă                      | 61% (49 opinii)  | 53% (19 opinii)                   | 60 (17 opinii) |               |
| Misiune: Imposibilă II                   | 57% (141 opinii) | 63% (30 opinii)                   | 60 (33 opinii) | N/A           |
| Misiune: Imposibilă III                  | 70% (219 opinii) | 63% (43 opinii)                   | 66 (38 opinii) | B (16 opinii) |
| Misiune: Imposibilă - Protocolul fantomă | 93% (193 opinii) | 97% (36 opinii)                   | 74 (36 opinii) | N/A           |
| Medie                                    | 70%              | 69%                               | 65             | N/A           |